# Pippax bulbinaso
Pippax bulbinaso är en insektsart som beskrevs av Alexander Fyodorovich Emeljanov 2008. Pippax bulbinaso ingår i släktet Pippax och familjen Dictyopharidae. Inga underarter finns listade i Catalogue of Life.